# Paralaoma compar
Paralaoma compar är en snäckart som beskrevs av Tom Iredale 1944. Paralaoma compar ingår i släktet Paralaoma och familjen punktsnäckor. Inga underarter finns listade i Catalogue of Life.